# Самсула — Спрус Крик (Флорида)
Самсула — Спрус Крик (енгл. Samsula-Spruce Creek) насељено је место без административног статуса у америчкој савезној држави Флорида.

## Демографија
По попису из 2010. године број становника је 5.047, што је 170 (3,5%) становника више него 2000. године.
| Група             | 2000.         | 2010.         |
| Белци             | 4.673 (95,8%) | 4.799 (95,1%) |
| Афроамериканци    | 16 (0,3%)     | 33 (0,7%)     |
| Азијати           | 40 (0,8%)     | 65 (1,3%)     |
| Хиспаноамериканци | 86 (1,8%)     | 117 (2,3%)    |
| Укупно            | 4.877         | 5.047         |